# أناسيات وأشباهها
أناسيات وأشباهها (الاسم العلمي:Anthropoidea) هي مجموعة كبيرة من الرئيسيات تتبع دون رتبة بسيطات الأنف. وهي تضم عدد من الفصائل والأجناس المقرضة بالإضافة إلى مجموعتي سعادين العالم الجديد (مفلطحات الأنف) ونازلات الأنف الكبيرتين.